# Tzintzuntzan (stanowisko archeologiczne)

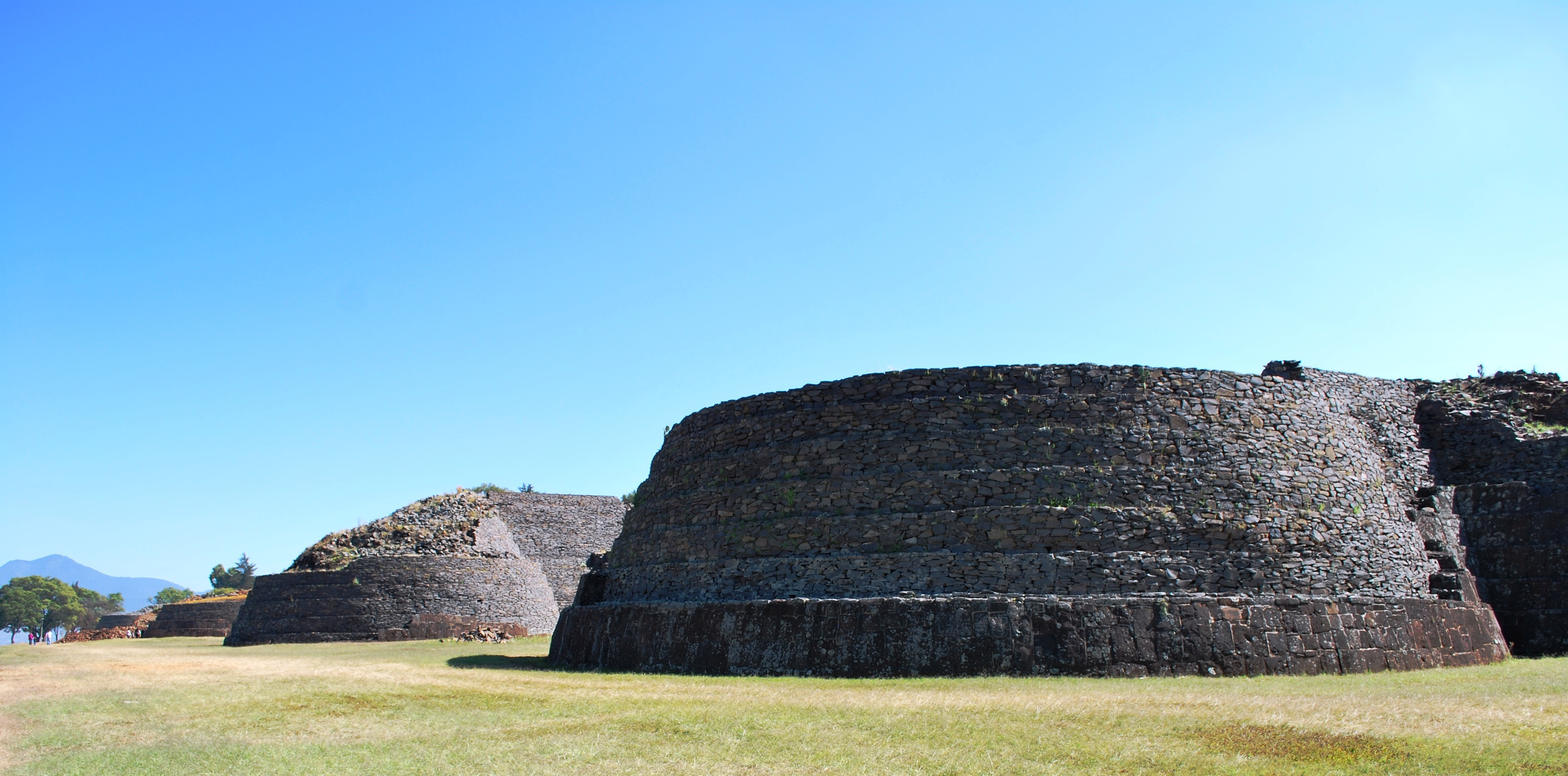
Yácatas

Tzintzuntzanⓘ – stanowisko archeologiczne w meksykańskim stanie Michoacán, w pobliżu miasteczka o tej samej nazwie. W czasach prekolumbijskich było ostatnią stolicą niezależnego królestwa Tarasków. Na ogromnej platformie znajduje się pięć tzw. yácatas, schodkowych piramid zbudowanych na planie koła. Prawdopodobnie yácatas pełniły funkcję grobowców władców Tarasków. Podobne budowle odkryto również w Ihuatzio, poprzedniej stolicy królestwa.